# Вейкфілд (Вірджинія)
Вейкфілд (англ. Wakefield) — місто (англ. town) в США, в окрузі Сассекс штату Вірджинія. Населення — 759 осіб (2020).

## Географія
Вейкфілд розташований за координатами 36°58′9″ пн. ш. 76°59′17″ зх. д. / 36.96917° пн. ш. 76.98806° зх. д. (36.969126, -76.988096).  За даними Бюро перепису населення США в 2010 році місто мало площу 3,33 км², з яких 3,22 км² — суходіл та 0,10 км² — водойми.

## Демографія
Згідно з переписом 2010 року, у місті мешкало 927 осіб у 388 домогосподарствах у складі 244 родин. Густота населення становила 279 осіб/км².  Було 455 помешкань (137/км²).
Расовий склад населення:
| - 50,7 % — чорних або афроамериканців - 46,7 % — білих - 1,5 % — азіатів - 0,3 % — корінних американців |

До двох чи більше рас належало 0,8 %. Частка іспаномовних становила 0,9 % від усіх жителів.
За віковим діапазоном населення розподілялося таким чином: 21,1 % — особи молодші 18 років, 61,5 % — особи у віці 18—64 років, 17,4 % — особи у віці 65 років та старші. Медіана віку мешканця становила 43,6 року. На 100 осіб жіночої статі у місті припадало 101,1 чоловіків;  на 100 жінок у віці від 18 років та старших — 93,4 чоловіків також старших 18 років.
Середній дохід на одне домашнє господарство  становив 44 536 доларів США (медіана — 38 313), а середній дохід на одну сім'ю — 51 285 доларів (медіана — 42 083). За межею бідності перебувало 33,8 % осіб, у тому числі 25,4 % дітей у віці до 18 років та 15,5 % осіб у віці 65 років та старших.
Цивільне працевлаштоване населення становило 312 особи. Основні галузі зайнятості: роздрібна торгівля — 26,6 %, освіта, охорона здоров'я та соціальна допомога — 10,6 %, виробництво — 10,3 %.